# Code Civil (együttes)
A Code Civil egy 2008-as alapítású magyar hard rock együttes.

## Története
Az együttes 2008-ban alakult Simonyi Márton és Balogh Dániel duójából kiindulva. 2011-ben megjelent II című első lemezük. 2014-ben követte a kizárólag digitális formában kiadott második lemezük Ami jár címmel.
Az együttes 2021-es megszűnése után a tagok RE:AMP néven új zenekart hoztak létre.

## Diszkográfia
- II (2011)
- Ami jár (2014)